# Macarena
Macarena è una novelty song del duo spagnolo Los del Río, pubblicata come singolo nel 1995 come estratto dal loro album in studio A mí me gusta.
La canzone ha raggiunto il successo planetario nell'estate 1996 grazie al remix dei Bayside Boys, che le ha permesso di raggiungere le prime posizioni delle classifiche di oltre trenta paesi, inclusi gli Stati Uniti, diventando col tempo uno dei classici balli di gruppo estivi da eseguire nelle discoteche, nelle spiagge o nelle feste.

## Il brano
Los del Río effettuarono un tour promozionale in America del Sud nel marzo del 1992 e durante la loro visita in Venezuela furono invitati a una festa privata dell'imprenditore venezuelano Gustavo Cisneros. Molti venezuelani di spicco erano presenti quella sera, tra cui l'allora presidente Carlos Andrés Pérez.
Cisneros aveva contattato un'insegnante locale di flamenco, Diana Patricia Cubillán Herrera, e le aveva chiesto di creare un piccolo spettacolo per gli ospiti; i Los del Río rimasero piacevolmente sorpresi dall'abilità nel ballo di Diana Patricia. In modo spontaneo, Antonio Romero Monge, uno dei Los del Río, durante la danza iniziò a recitare parole di incitamento a Diana Patricia, che si trasformarono poi nel testo della canzone. Successivamente la ballerina adottò il soprannome di La Macarena del Mundo.
La versione più conosciuta di questa canzone parla di una ragazza di nome Macarena, il cui fidanzato viene chiamato alle armi, e che lei tradisce con due amici, mentre allo stesso tempo sogna di una vita migliore e di trovarsi un nuovo fidanzato.
I Los del Río registrarono il brano nel 1993 e lo inserirono nel loro primo album, A mí me gusta. 

## Il remix e il successo
Nel 1995 due musicisti dell'etichetta discografica Bayside Records, Mike "In The Night" Triay e Carlos de Yarza, su suggerimento di Jammin Johnny Caride, conduttore radiofonico di una radio di Miami, crearono un remix della canzone in chiave dance, con l'aggiunta di un testo in inglese cantato da Carla Vanessa. Per la nuova versione furono utilizzati nella base alcuni campionamenti tratti dai brani Situation dei Yazoo e Higher and Higher dei The Farm. Triay e de Yarza pubblicarono il remix il 15 agosto 1995 con il nome di Bayside Boys.
Il brano fu mandato alle radio statunitensi nell'inverno 1995, mentre nelle radio europee approdò agli inizi del 1996. Dopo un lento decollo, la canzone raggiunse il picco di popolarità durante quell'estate, grazie soprattutto al diffondersi del ballo con cui è tuttora ricordato. Nel Regno Unito trascorse otto settimane nella top ten della Official Singles Chart, raggiungendo il numero due, mentre negli Stati Uniti, a 33 settimane dal suo ingresso, è riuscito a imporsi alla vetta della Billboard Hot 100, mantenendola per 14 settimane e diventando una delle numero uno più longeve nel paese. Il brano è giunto in vetta alle classifiche di molte altre nazioni, tra cui Australia, Francia, Germania e Paesi Bassi.
Alla fine del 1996 il singolo contava oltre 11 milioni di copie vendute, il che lo rende uno dei brani più proficui di sempre.

## Cover e rifacimenti
La canzone è stata soggetta a numerosissime cover: la più popolare è quella proposta dai Los del Mar, pubblicata nello stesso periodo del remix, che ottenne un buon successo in paesi come Australia e Francia, dove si posizionò rispettivamente al secondo e al quarto posto mentre la versione dei Los del Río era in vetta. Altre reinterpretazioni e parodie famose sono quelle di MC Rage e dei The GrooveGrass Boyz. In Italia è nota la versione dei Los Locos, pubblicata sempre nel 1996. Una rivisitazione compare anche in What a Party! (1998) del duo Black Lace. Nel 2016 il duo cubano Gente de zona fece una nuova versione del brano intitolata Mas Macarena in collaborazione con i Los de Rio. Nel 2019 il rapper Tyga ha ripreso il motivo principale della canzone per il suo brano Ayy Macarena (la quale intro è cantata da J balvin) e nello stesso anno venne pubblicato un remix con Ozuna.

## Classifiche
| Classifica (1995-1997) | Posizione massima |
| ---------------------- | ----------------- |
| Australia              | 1                 |
| Austria                | 1                 |
| Belgio (Fiandre)       | 1                 |
| Belgio (Vallonia)      | 1                 |
| Danimarca              | 1                 |
| Finlandia              | 1                 |
| Francia                | 1                 |
| Germania               | 1                 |
| Irlanda                | 3                 |
| Italia                 | 24                |
| Norvegia               | 2                 |
| Nuova Zelanda          | 2                 |
| Paesi Bassi            | 1                 |
| Regno Unito            | 2                 |
| Stati Uniti            | 1                 |
| Svezia                 | 2                 |
| Svizzera               | 1                 |